# کالانما

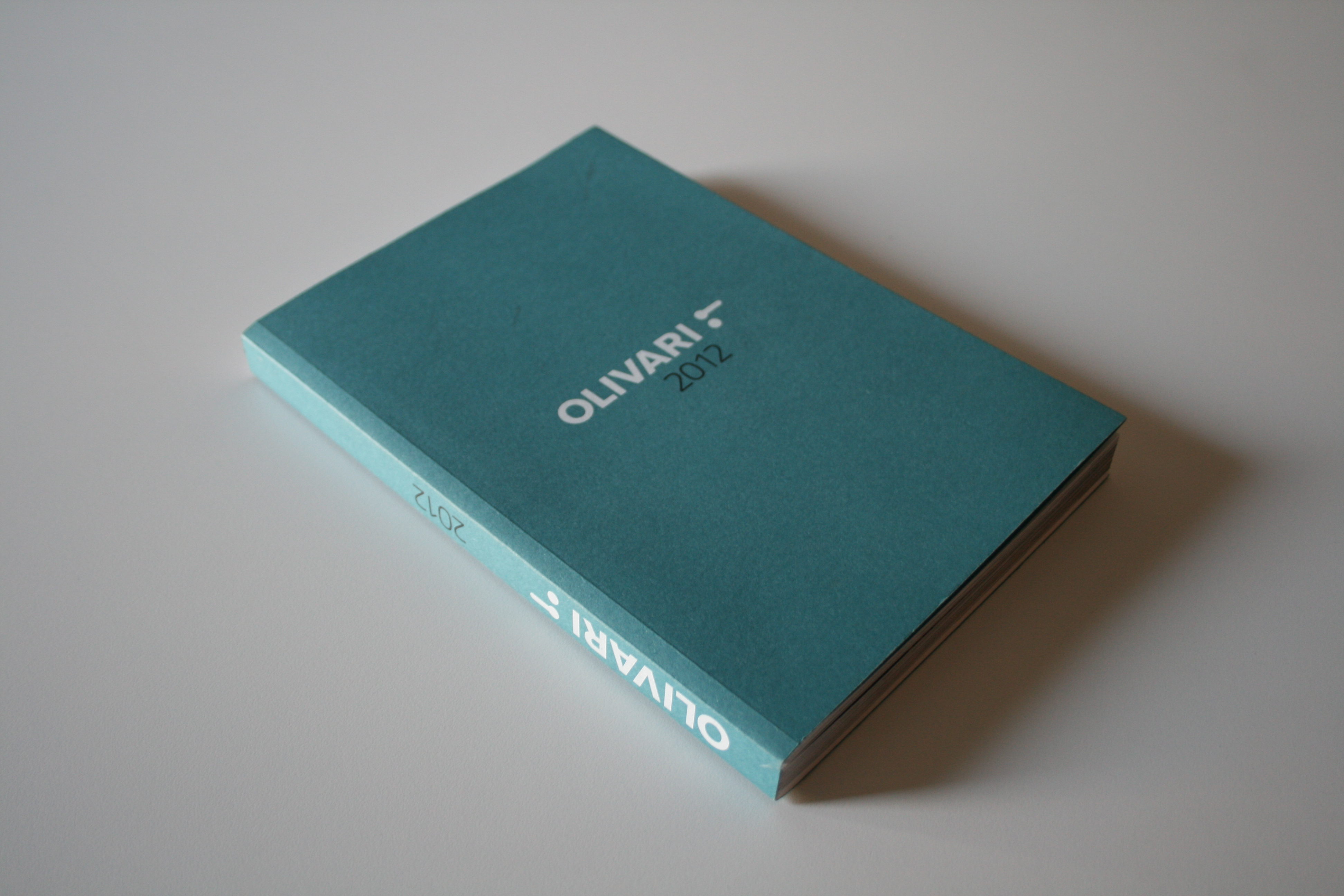
کاتالوگ تجاری OLIVARI

کارنما یا کالانما یا کاتالوگ تجاری یا بروشور؛ کتابچه یا راهنمای معرفی کلیات کالا، خدمات، امکانات و… می‌باشد که از طرف بک بنگاه اقتصادی یا ارائه دهنده محصول به مصرف‌کننده یا مشتری برای معرفی کلی کالا یا خدمات ارائه می‌شود. همچنین در متون ادبیات پارسیان بروشور یا کاتالوگ با عبارت دفترک مترادف شناخته شده‌است. در فرهنگ فارسی معین آمده است:« کاتالوگ دفترچه‌ای که طرز کار دستگاهی را نشان دهد».
در این راهنما بیشتر به جنبه تجاری، بازاریابی و جذب مخاطب توجه می‌شود .(بر عکس بروشور که بیشتر به جزئیات و اطلاعات فنی و نحوه استفاده می‌پردازد)

## بروشور
بروشور کتابچه یا راهنمای معرفی جزئیات کالا، خدمات، امکانات و… می‌باشد که از طرف تولیدکننده یا ارائه دهنده به مصرف‌کننده یا مشتری برای معرفی دقیق و راهنمایی در استفاده ارائه می‌گردد.
به‌طور مثال: یک کارخانه داروسازی برای معرفی محصولات خود کاتالوگ محصولات را (معمولا با برجسته نمایی در تأثیر گذاری) برای پزشک‌ها و داروخانه‌ها ارسال می‌نماید؛ و همین تولیدکننده بروشور هر محصول را برای معرفی نحوه استفاده، معرفی ممنوعیت‌های استفاده در موارد خاص و همین‌طور عوارض جانبی، راه‌های درمان در صورت استفاده نادرست و… در بسته‌بندی هر محصول قرار می‌دهد.
در کاتالوگ‌ها عموماً از تصاویر و طراحی‌های جذاب جهت معرفی بهتر استفاده می‌شود.
در بروشورها معمولاً علاوه بر تصاویر از نقشه شماتیک کالا هم استفاده می‌شود.
در ایران معمولاً به اشتباه تمامی راهنماهایی را که به صورت کتابچه یا با کیفیت کاغذ و چاپ مناسب
تهیه شده باشند را کاتالوگ می‌نامند و تمامی راهنماهایی را که به صورت یک برگی یا چند لتی، که با استفاده از کاغذهای نازک‌تر تهیه شده باشند را بدون توجه به محتوای آن بروشور می‌نامند. طراحی کاتالوگ، مجله، بروشور اصول خاص خود را دارد. همچنین، نرم‌افزارهایی برایطراحی وجود دارد که به صورت پیش فرض قالب آماده کالانماها را دارد و کاربران می‌توانند از آن‌ها استفاده کنند. .
علاقه مندان به یک کسب و کار با دریافت کاتالوگی که حاوی اطلاعات مربوط به کالا و خدمات آن کسب و کار می‌باشد، ممکن است تا مدت‌ها آن کاتالوگ را نگه دارند و در صورت نیاز به خدمات و یا محصولاتی که شرکت ارائه می‌دهد به آن کاتالوگ مراجعه نموده و خرید خود را از محصولات معرفی شده در کاتالوگ انتخاب نمایند، بنابراین کاتالوگ می‌تواند نقش موثری در حفظ مشتریان داشته باشد.